# Ci pensa Beaver
Ci pensa Beaver (Leave It to Beaver) è un film del 1997 diretto da Andy Cadiff. Questo è il film delle serie Il carissimo Billy (Leave It to Beaver) e The New Leave It to Beaver. In questo film hanno partecipato gli attori e le attrici delle due serie TV: Barbara Billingsley, Ken Osmond e Frank Bank.
Le riprese del film si svolsero dal 17 giugno 1996 al 22 agosto 1996.

## Trama
La famiglia Cleaver, composta dal saggio padre Ward, dall'amabile madre June e dai due figli, l'adolescente Wally e il piccolo Thedore (soprannominato Beaver), vive felicemente in Ohio. Il film racconta diverse disavventure che capitano al nucleo, tra classiche situazioni scolastiche e love-story in divenire, spesso risolte proprio dal secondogenito.